# Лернер Костянтин Зайвелевич
Костянтин Зайвелевич Лернер (28 лютого 1950, Одеса — 24 вересня 2011, Герцлія, Ізраїль) — український шахіст, гросмейстер (1986). 

Чемпіон України 1978 та 1982 років. Срібний призер чемпіонату СРСР 1984 року.

## Кар'єра
Констянтин Лернер був представником найбільш урожайного покоління в історії одеських шахів, до якого відносяться зокрема: Лев Альбурт, Володимир Тукмаков, Михайло Підгаєць, Семен Палатник, В'ячеслав Ейнгорн.
Багаторазовий учасник фінальних турнірів чемпіонатів СРСР. Найбільшого успіху досягнув у 1984 році, завоювавши срібні нагороди 51-го чемпіонату СРСР, що проходив у Львові. У 1986 році посів 4 місце.
Дворазовий чемпіон України 1978 та 1982 років, срібний призер чемпіонатів України 1974 та 1976 років.
Найвищого рейтингу в кар'єрі Лернер досягнув у липні 1995 року — 2605 очка (50 місце у світі, 3-є місце в Україні після Василя Іванчука та Олександра Бєлявського). У січні 1987 року посідав 41 місце у світі (2555 очок).
У 2001 році переїхав з родиною до Ізраїля, продовжуючи виступати у різних турнірах.
Помер у м.Герцлія в 2011 році, у віці 61 року.
Переможець турнірів: Старий Смоковець (1977), Поляниця-Здруй (1985, 1986), Москва (1986), Таллінн (1986), Женева (1989), Копенгаген (1990), Гьосдаль (1992)  — 1-6 місця, Миколаїв (1995, зональний турнір)  — 1-3 місця, Берлін (1997) — 1-2 місця, Грац (1997) — 1-3 місця, Бад-Верісхофен (1999) — 1-4 місця, Реклінггаузен (1999) — 1-2 місця, Бад-Верісхофен (2000), Бад-Вісзе (2000) — 1-4 місця, Тель-Авів (2002), Рішон-ле-Ціон (2004) — 1-2 місця, Гіватаїм (2005) — 1-3 місця.

## Результати виступів у чемпіонатах України та СРСР
| Рік  | Місто   | Турнір                 | + | − | =  | Результат | Місце   |
| ---- | ------- | ---------------------- | - | - | -- | --------- | ------- |
| 1966 | Київ    | 35-й чемпіонат України | 1 | 8 | 8  | 5 з 17    | 15 — 16 |
| 1967 | Київ    | 36-й чемпіонат України | 4 | 4 | 5  | 6½ з 13   | 24 — 37 |
| 1972 | Київ    | 41-й чемпіонат України | 4 | 4 | 9  | 8½ з 17   | 10 — 11 |
| 1974 | Львів   | 43-й чемпіонат України |   |   |    | 9½ з 13   | — 3     |
| 1976 | Донецьк | 45-й чемпіонат України | 7 | 2 | 4  | 9 з 13    | Silver  |
| 1978 | Ялта    | 47-й чемпіонат України | 8 | 0 | 7  | 11½ з 15  | Gold    |
| 1979 | Мінськ  | 47-й чемпіонат СРСР    | 4 | 4 | 9  | 8½ з 17   | 9       |
| 1982 | Ялта    | 51-й чемпіонат України | 9 | 0 | 6  | 12 з 15   | Gold    |
| 1983 | Москва  | 50-й чемпіонат СРСР    | 1 | 5 | 9  | 5½ з 15   | 16      |
| 1984 | Львів   | 51-й чемпіонат СРСР    | 7 | 1 | 9  | 11½ з 17  | Silver  |
| 1985 | Рига    | 52-й чемпіонат СРСР    | 5 | 5 | 9  | 9½ з 17   | 9 — 13  |
| 1986 | Київ    | 53-й чемпіонат СРСР    | 5 | 2 | 10 | 10 з 17   | 4       |
| 1989 | Одеса   | 56-й чемпіонат СРСР    | 3 | 2 | 10 | 8 з 15    | 6 — 7   |
| 1991 | Москва  | 58-й чемпіонат СРСР    | 1 | 2 | 8  | 5 з 11    | 39 — 49 |
| 1994 | Алушта  | 63-й чемпіонат України | 5 | 2 | 2  | 6 з 9     | 13 — 23 |